# 四方山径
四方 山径（しかた さんけい、1904年11月14日 - 1971年12月10日）は、俳人、随筆家。
大阪市生まれ。本名・芳松。風巻景次郎は幼馴染。1918年商業学校卒、大日本果汁（ニッカウヰスキー）に入り、ニッカ大阪支店長・監査役で退任。俳句のかたわら、戦前から戦後にかけて食文化についての随筆を多数著した。

## 著書
- 『たべもの歳時記』立誠社 1943
- 『たべもの風流帖 随筆』江戸書院 1947
- 『俳諧の乞食人 芭蕉随想』文潮社 1947
- 『たべもの草紙 俳諧』文潮社 1948
- 『奥の細道 芭蕉物語 第1巻』文潮社 1949
- 『続・たべもの草紙』文潮社 1949
- 『芭蕉物語』正続　江戸書院 1946-49
- 『俳諧たべもの歳時記』八坂書房 1980